# Elecciones parlamentarias de Albania de 1992
Las elecciones parlamentarias de Albania fueron realizadas el 22 de marzo de 1992, con una segunda vuelta por 11 escaños, realizada el 29 de marzo. El resultado fue la victoria del partido de oposición, Partido Democrático de Albania, el cual obtuvo 92 de los 140 escaños. Tras las elecciones, Aleksandër Meksi se convierte en Primer ministro y Sali Berisha se convierte en Presidente de Albania (1992-1997).

## Resultados
|  | 57.3 % |

|  | 27.3 % |

|  | 4.1 % |

|  | 2.7 % |

|  | 2.9 % |

|  | 8.8 % |